# Ratpenat bru de Blanford
El ratpenat de Blanford (Hesperoptenus blanfordi) és una espècie de ratpenat de la família dels vespertiliònids que es troba a Brunei, Cambodja, Indonèsia, Laos, Malàisia, Myanmar i Tailàndia.